# Luigi San Nicolás
Luigi San Nicolás Schellens (Andorra la Vella, 28 giugno 1992) è un calciatore andorrano, attaccante svincolato.

## Carriera

### Club
Ha giocato nella prima divisione andorrana.

### Nazionale
Con la nazionale andorrana Under-21 ha segnato due gol nelle qualificazioni agli europei di categoria. Ha esordito con la nazionale maggiore il 5 marzo 2014, in occasione del match contro l'Indonesia.

## Statistiche

### Cronologia presenze e reti in nazionale
| Cronologia completa delle presenze e delle reti in nazionale ― Andorra | Cronologia completa delle presenze e delle reti in nazionale ― Andorra | Cronologia completa delle presenze e delle reti in nazionale ― Andorra | Cronologia completa delle presenze e delle reti in nazionale ― Andorra | Cronologia completa delle presenze e delle reti in nazionale ― Andorra | Cronologia completa delle presenze e delle reti in nazionale ― Andorra | Cronologia completa delle presenze e delle reti in nazionale ― Andorra | Cronologia completa delle presenze e delle reti in nazionale ― Andorra |
| Data                                                                   | Città                                                                  | In casa                                                                | Risultato                                                              | Ospiti                                                                 | Competizione                                                           | Reti                                                                   | Note                                                                   |
| ---------------------------------------------------------------------- | ---------------------------------------------------------------------- | ---------------------------------------------------------------------- | ---------------------------------------------------------------------- | ---------------------------------------------------------------------- | ---------------------------------------------------------------------- | ---------------------------------------------------------------------- | ---------------------------------------------------------------------- |
| 5-9-2021                                                               | Londra                                                                 | Inghilterra                                                            | 4 – 0                                                                  | Andorra                                                                | Qual. Mondiali 2022                                                    | -                                                                      | 86’                                                                    |
| Totale                                                                 |                                                                        | Presenze                                                               | 1                                                                      |                                                                        | Reti                                                                   | 0                                                                      |                                                                        |

## Palmarès

### Club

#### Competizioni nazionali
- Copa Constitució: 1

Engordany: 2019